# Electronic Arts Victor
Electronic Arts Victor je čistě japonská odnož Electronic Arts. Produkovali sportovní hry pro Famicom, Super Famicom a Sega Mega Drive. Tato společnost není známa mimo Japonsko a mimo komunitu kolem emulátorů. Mezi produkty patří J-League soccer a NHL Pro Hockey 94. Není známo, zda společnost ještě existuje.

## Vydané / vyvinuté hry
- Warcraft II: Tides of Darkness
- Little Big Adventure
- Fade to Black
- Alone in the Dark 2
- Diablo
- NHL Pro Hockey '94
- Zico Soccer
- J-League soccer